# Il quinto impero - Ieri come oggi
Il quinto impero - Ieri come oggi (O Quinto Império - Ontem como hoje) è un film del 2004 diretto da Manoel de Oliveira.

## Trama
Una cometa, secondo le leggende apportatrice di disgrazie, introduce la storia incentrata su re Sebastião alla vigilia della battaglia di Alcazarquivir (1578), chiamata dei Tre re, immerso nella propria tragedia interiore della propria follia, nello spazio scenico del palazzo reale. In un'atmosfera lugubre e pesante, tra sepolcri e sculture di monarchi che lo hanno preceduto, la storia si dispiega nel dialogo solipsistico del re con i personaggi che lo circondano i quali, a modo loro,  cercano di dissuaderlo dal gettarsi nella folle impresa: i giullari, la zia Catarina, regina reggente fino a quando Sebastião, a soli tre anni di età, era salito al trono direttamente, e i consiglieri, ovvero la parte politica, quella che avrebbe dovuto mediare tra follia e realtà oggettiva. Questi ultimi chiuderanno il film nell'impossibilità di dare una forma accettabile al dramma. Il tragico conflitto privo di soluzioni è riassunto nelle battute finali del film dove al primo consigliere che dice: «Ma perché non arrestiamo questo pazzo?», il secondo risponde: «Arrestarlo [...] Il nostro re?». Il re d'altra parte esprime chiaramente il suo non essere padrone di se stesso dicendo che egli non decide, bensì obbedisce, obbedisce ai giganti.

## Accoglienza
Tullio Kezich dà una lettura storica e politica del film, uscito qualche anno dopo gli attentati dell'11 settembre 2001, che ebbero un'influenza anche culturale all'alba del XXI secolo. «Sebastiano immaginò di unificare a fil di spada tutti i popoli sotto l'egida della cristianità e della forza lusitana; e decise di fare la guerra, per il bene anche dei popoli nemici. Esattamente come Bush». Lo stesso articolo termina con un invito ai cineamatori, cui il film è riservato, a «riflettere sul grande enigma del XXI secolo».

## Contesto storico letterario
Il re Sebastiano, «gobbo, con un piede storto», nel film è trasfigurato in un giovane fisicamente perfetto le cui espressioni, se mai, fanno intravedere un inconscio malato. A proposito della letteratura portoghese contemporanea al regno di Sebastiano, ovvero I Lusiadi, è stato scritto: «In un'epoca in cui la poesia eroica è rievocata col sorriso dell'Ariosto o con l'animo mesto del Tasso, questo di Camões è ancora, quasi per eccezione, un poema schietto di ardimenti e di eroi». L'inizio del film, però, «con il dialogo notturno dei cortigiani a proposito di un principe malinconico e venato di follia come Dom Sebastião, assediato dai fantasmi degli avi, riecheggia l'incipit di Amleto».